# 布托訥河
布托訥河（法語：Boutonne，發音：[butɔn] ⓘ）是法國的河流，位於該國西部，屬於夏朗德河的右支流，河道全長98.8公里，流域面積1,320平方公里，平均流量每秒13立方米，發源自謝夫布托訥，河口處在卡巴里奥。

## 外部連結
- http://www.geoportail.fr （页面存档备份，存于）
- The Boutonne at the Sandre database